# ミッドランド (テキサス州)
ミッドランド（英: Midland）は、アメリカ合衆国テキサス州の都市。ミッドランド郡の郡庁所在地である。グレートプレーンズ南部に位置している。市域の小部分はマーティン郡に掛かっている。人口は13万2524人（2020年）。
ミッドランド郡全体を含むミッドランド都市圏の中核である。この都市圏はより大きなミッドランド・オデッサ広域都市圏(合同統計地域)の一部である。
ミッドランドは元々1881年にテキサス・パシフィック鉄道におけるフォートワースとエルパソの中間点として設立された。元ファーストレディのローラ・ブッシュの故郷として、また元大統領ジョージ・W・ブッシュの子供時代の家がある場所として国民の認知を得ている。

## 歴史
ミッドランドは元々1881年にテキサス・パシフィック鉄道における中間駅として設立された。フォートワースとエルパソの中間点にあるのでその町の名前がミッドウェイとつけられた。しかし、テキサス州には既にミッドウェイという町があったので、1984年にミッドランドと改名し、このときに最初の郵便局も認可された。1885年3月にトムグリーン郡から分かれてミッドランド郡ができた時にミッドランドがその郡庁所在地になった。1890年には州内でも最も重要な牛の出荷センターになっていた。1906年に市制が布かれ、1910年には最初の消防署と、新しい上水道ができた。
1923年にパーミアン盆地で石油が発見されたときにミッドランドの運命が変わった。リーガン郡で第1号油井が生産を始め、その後イラーンのイェーツ油田が続いた。間もなく、ミッドランドはテキサス州西部油田の管理的中心地に変わっていった。第二次世界大戦後に第二次のブームが訪れ、スプラベリー・トレンドの発見と発展はその埋蔵量で国内第3位の油田に位置付けられている。さらに1970年代と石油とエネルギー危機に関連して石油価格が上昇したために別のブームとなった。今日でもパーミアン盆地では国内の石油と天然ガス生産量の5分の1を生産している。
ミッドランドの経済は現在でも大きく石油に依存している。しかし、地域の通信と物流の中心として多様化も果たしてきた。2006年8月には原油生産が多忙を極め、著しい労働力不足となった。ミッドランド商工会議所に拠れば、当時パーミアン盆地でおよそ2,000人以上の求人があったが、これを満たせなかった。
ミッドランドの歴史を幾人かの著作家が著してきた。
- ジョン・はワード・グリフィンは1959年に『高い空の土地』でミッドランドの歴史を書いた。
- D・ランス・ランフォードは『虹の影：ベビー・ジェシカの救出とその後の悲劇に関する真実』[3]を書き、2006年に出版された。
- ティム・クレイツは『テキサス州ミッドランド：悪地の中のオアシス』を書き、短いドキュメンタリー映画を作った[4]。これはミッドランド郡歴史協会とジョン・ハイド判事から得られた話をもとに作られたものであり、2007年にDVDで発売された。

### アベリー対ミッドランド郡事件
1967年、アメリカ合衆国最高裁判所が「アベリー対ミッドランド郡事件」を審問した。ミッドランド市長ハンク・アベリーが、郡コミッショナー選挙の有効性について選挙人の区割りに異議申し立てを行ったものだった。郡の区割りは地理的に郡内を4分割していたが、ミッドランド市は4区画の1つ、北西部に入りながら、人口は郡全体の97％を占めていた。郡全体で選ばれるコミッショナーが5人目の投票権をもっていたが、郡人口の3％しかいない田園部選挙区から3人が選ばれ多数派となることができていた。
最高裁判所の多数意見は、区割りの不平等性が、アメリカ合衆国憲法修正第14条に規定する平等保護条項に違背しているとした。少数意見では、地方政府レベルでの法人化についてアール・ウォーレン判事のポリシーの判例が最高裁判所の憲法に定められた権限に超越するものとしていた。

## 地理
ミッドランドは北緯32度0分18秒 西経102度5分57秒 / 北緯32.00500度 西経102.09917度に位置する。テキサス州西部のパーミアン盆地にある。
アメリカ合衆国国勢調査局に拠れば、市域全面積は66.8平方マイル (173.0 km2)、このうち陸地は66.6平方マイル (172.5 km2)、水域は0.2平方マイル (0.5 km2)で水域率は0.28％である。

## 市の景観

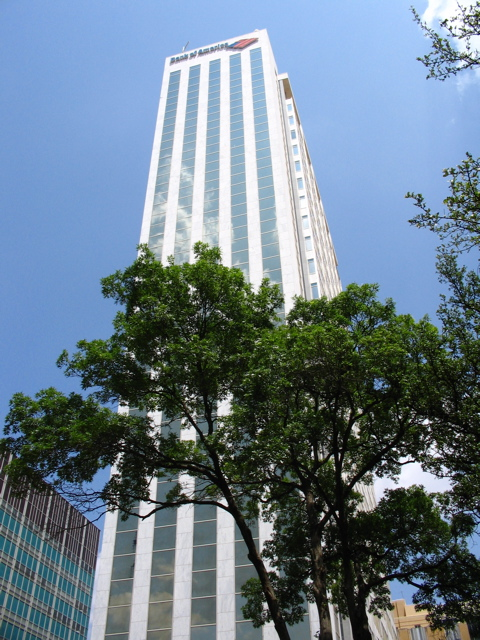
バンク・オブ・アメリカビル、ミッドランドで最も高い建築物

ミッドランドは「背高都市」という渾名があり、その中心街スカイラインで知られてきた。中心街にあるオフィスビルの大半はパーミアン盆地で石油とガスが発見された時代に建設されたものである。1980年代半ばのエネルギー価格高騰により、この中心街に建設ブームが起きた。フォートワースとアリゾナ州フェニックスの間では、22階建てウィルコ・ビルが最も高い建築物であり続けた。今日ミッドランドで最も高い建築物は24階建てバンク・オブ・アメリカビルであり、その高さは332フィート (101 m) である。1980年代に500フィート (150 m) を超えるビル4棟が計画された。この中には世界的に有名な建築家I・M・ペイが設計したものもあった。しかし1980年代半ばに起きた石油不況により高層ビルの計画は全て潰れた。現在ミッドランドにある40棟の高層ビルのうち、5棟は完全に空室になっている。

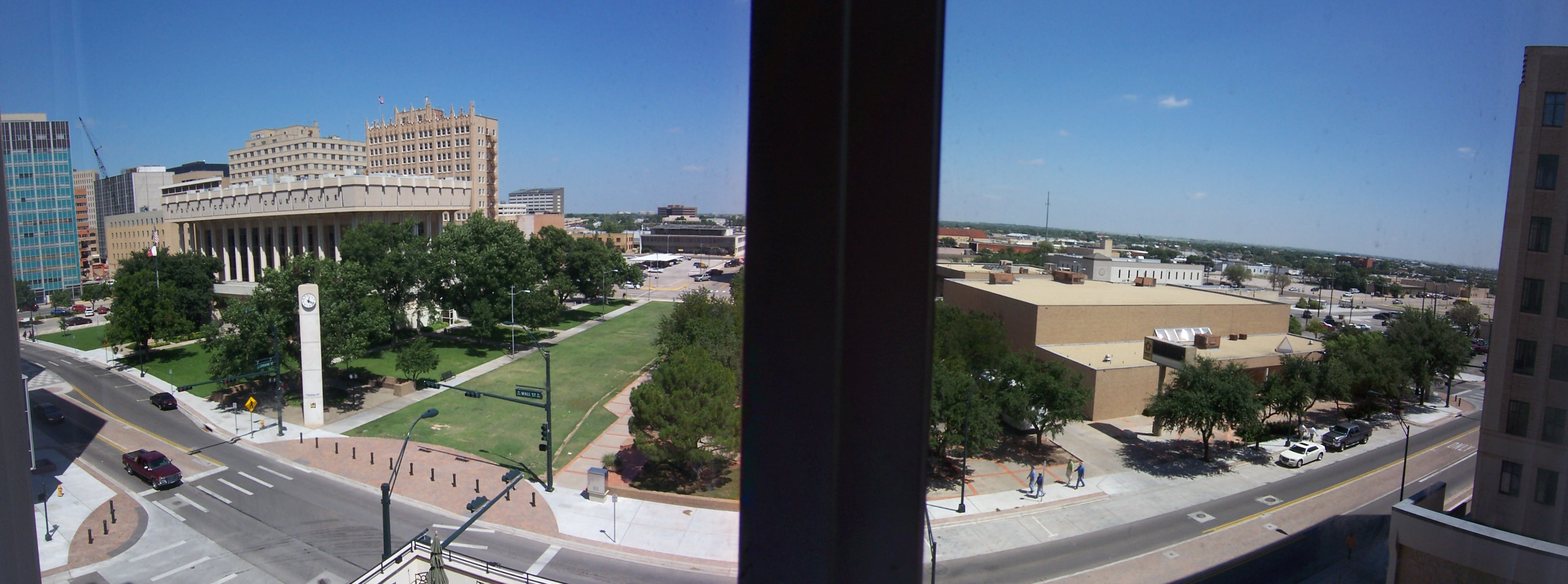
ウォール通りにある元ミッドランド郡郡庁舎、ミッドランド・ヒルトンのタワー群から北を臨む

エネルギーが推進力になった経済が回復したために、現在は中心街地域の多目的開発が進行している。このことで古い建物が幾つか老朽化しており、その幾つかの建て替え計画がある。2000年年始、パーミアン・ビルとギールズ・タワーが解体された。この2棟の跡地は駐車場になっている。2008年11月8日、1959年建築の14階建てミッドランド・セイビングズ・ビルが爆破解体された。このビルは昔、テキサコのミッドランド事務所が入っていたが、その事務所はヘリテージ・ビルに移転した。これと同じブロックにあるメトロ・ビルと第一国定銀行ビルも解体が始まっている。メリエンフェルド北300にあるサミット・ビルはミッドランドにあるビルとしては初めてグーグルアースの3Dモードで掲載された。ミッドランド市地理情報システム部は中心街にある建物をさらに三次元化する長期計画を進めている。

## ミッドランドの文化

### 画廊
ミッドランド・カレッジの主キャンパスにはアリソン美術ビルがあり、その中にはマコーミック画廊が入っている。この画廊では一年中展示物を入れ替えて、カレジの学生や教員、他所の画家およびミッドランド・アーツ・アセンブリーで審査された作品を展示している。マコーミック画廊には2006年に設置されたスタジオ3600シリーズが入っており、「選別された芸術科学生にスポットライトを当て、一時代に作り上げたスタイルを識別できる重要作品を展示する機会を提供する」ものとしている。

### 芸能
ミッドランド・オデッサ・シンフォニー＆コラールは45年以上パーミアン盆地で公演を続けている地域最大の交響楽団であり、年間を通じてポップスや名作のコンサートを開催している。団員にはミッドランド地域を初め、ラボック、サンアンジェロなど周辺都市出身のプロ音楽家が入っている。またローンスター・ブラス、パーミアン盆地弦楽四重奏団、およびウェストテキサス・ウィンズという3つの室内楽団も所属している。これら室内楽団は国内中からこの地域に来たオーケストラの主要音楽家で構成されている。

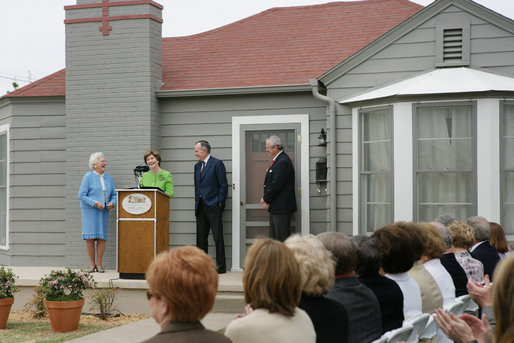
バーバラ・ブッシュ、ローラ・ブッシュ、ジョージ・H・W・ブッシュとジョセフ・I・オニール3世、2006年にジョージ・W・ブッシュの子供時代の家が公開されたときの写真

ミッドランド・コミュニティ劇団は1946年以来パーミアン盆地で活動を続けており、ミュージカル、コメディ、ドラマ、ミステリー、子供用劇およびメロドラマを演じている。コール劇場内にあるデイビス劇場I（485席）とメイビー劇場（155席）で年15公演を行い、歴史あるユッカ劇場では毎年資金集めの「夏の無言劇」を行っている。ピックウィック・プレイアーズ（10代の演劇一座）、劇場学校および社会奉仕教室など広範な教育プログラムもある。この劇団は20名のプロ・スタッフが運営し、パーミアン盆地の数百人になるボランティアの懸命な活動と奉仕に依存しており、年間を通じて公演を制作している。ミッドランド・コミュニティ劇団はアメリカ・コミュニティ劇団協会のメンバーであり、協会が企画する2006年の国際演劇祭を主催した。
年に2回、ミッドランド・カレッジで開催されるフィリス・アンド・ボブ・コーワン芸能シリーズは、「ミッドランド芸術社会を刺激し感興を与えるために国際的な興味と範囲」での文化と芸能公演を無料で提供しており、地域社会全体を饗応している。このシリーズは1999年に始められ、以降、アンドレ・ワッツ、エロイカ・トリオ、モスクワ少年合唱隊、フライング・カラマゾフ・ブラザーズ、プリザベーションホール・ジャズバンド、3 Mo' Divas、バレー・フォルクロリコ・デ・メヒコ・デ・アマリア・エルナンデスおよび中国黄金龍技団など多様に選ばれた芸能人を招致してきた。

### 観光
ミッドランドはリャノ・エスタカードの南縁にあり、パーミアン盆地油田の中央近くに位置するので、その経済は長い間石油の探索と抽出に集中してきた。石油産業に関する情報を提供するのがパーミアン盆地石油博物館であり、州間高速道路20号線に近いミッドランド市郊外にある。この博物館には石油とガスの開発に関する歴史、科学および技術が展示されている。またミッドランドに長く居住し、フォーミュラワン・レースカーのデザインに空力学な下向きの力を使い始めたジム・ホールが設計したレースカーのコレクションも展示している。
市内にはサウスウェスト博物館もある。この博物館ではタオス芸術家協会の様々な会員とカール・ボドマーによる絵画、またジョン・J・オーデュボンとジョン・W・オーデュボンによる版画のコレクションを収めている。この博物館と同じ敷地には、子供博物館とマリアン・W・ブレイクモア・プラネタリウムもある。サウスウェスト博物館には1934年建築のフレッドとジュリエットのターナー夫妻の家屋であるターナー邸宅が使われている。
ミッドランドには記念空軍が本部を置いている。これに隣接してアメリカ空軍歴史遺産博物館がある。この博物館はアメリカ博物館協会の認証を得ており、第二次世界大戦の航空機や記念品を展示保管し、また大戦のノースアート（軍用機の機体に描かれた様々な絵画）・パネルの収集品も展示している。この博物館を見学すると記念空軍の格納庫に14ないし20機の航空機が展示されているのを見ることができる。研究図書館と文書保管庫では重要な伝承による収集品があり、博物館の情報源に対して一般のアクセスもできる。
ミッドランド郡歴史博物館では1953年に市の近くで見つかったクローヴィス文化期女性の骨格である「ミッドランドウーマン」の再生品が展示されている。カーティス・R・マッキニー博士がウラニウム・トリウム分析で調べた結果では、この骨は11,600年プラスマイナス800年前のものとされた。マッキニー博士は1992年のアメリカ地質学会年次総会でこの結果を報告し、「ミッドランドウーマンは今日のインディアンに共通の祖先に関わりがあり、クローヴィス文化を創成した者達の唯一の代表である可能性が強い」と語った。

### 訪問講演会
ミッドランド・カレッジで毎年2回開催されるダビッドソン著名講演シリーズでは、「その学術的成果、市民指導、あるいは公的な業績で全国的に知られた講演者」による無料公開講演会であり、「学生や市民の教養を富ませ啓蒙している。」この自動車に1996年に始められ、これまでの講演者にはケン・バーンズ、リチャード・リーキー、ビル・モイアーズ、マーク・ラッセル、サンドラ・デイ・オコナー、リチャード・ロドリゲス、シェルビー・フット、アンナ・ディアビア・スミス、ジョン・アップダイクおよびニール・デグラス・タイソンなど多様な人がいた。

### スポーツ
テキサスリーグに所属するマイナーリーグ野球チームであるミッドランド・ロックハウンズがミッドランドを本拠地にしている。オークランド・アスレチックスの傘下でAAチームである。2002年以降、シティバンク球場をホームグラウンドにしている。
ウェストテキサス・ユナイテッド・ソッカーズは2008年に結成されたサッカークラブである。アメリカのサッカー界では第4階層にあたるユナイテッド・サッカーリーグのプレミア・デベロプメント・リーグに属し、サザン・カンファランスのミッドサウス・ディビジョンになる。ホームグラウンドはグランデ・コミュニケーションズ・スタジアムである。
プロフットボールのマイナーであるウェストテキサス・ドリラーズもミッドランドを本拠地にしている。ホームゲームの幾つかをグランデ・コミュニケーションズ・スタジアムで、その他をメモリアル・スタジアムで開催している。
ミッドランド・カレッジは西部ジュニアカレッジ運動協議会のメンバーであり、野球、男女のバスケットボール、男子ゴルフ、ソフトボールおよびバレーボールで参加している。1975年以来20回スポーツの選手権で優勝しており、オールアメリカンに選ばれた選手は192人になった。
ミッドランド・テニスセンターという35面のテニスコート施設を造る計画がある。
テキサス・ラグビー同盟ディビジョンIIIに所属するミッドランド・マッドドッグ・ラグビークラブもミッドランドを本拠地にしている。

### メディア
市内には地元テレビ局が10局ある。宗教系テレビ局が1局あり、イスラエル寄りの番組を流している。地元の新聞は「ミッドランド・リポーター・テレグラム」である。
ミッドランドとその周辺では多くの映画が撮影されてきた。例えば、Hangar 18、Waltz Across Texas、Fandango、ブラッド・シンプル、Hard Country、Friday Night Lights、オールド・ルーキー、メルキアデス・エストラーダの3度の埋葬、Everybody's Baby: The Rescue of Jessica McClureである。
テレビドラマ『ヒーローズ』では第1シーズンの多くのエピソードでミッドランドとオデッサの地域が中心となり、ベネット家の家屋や回想されるレストランバーント・トースト・ダイナーの舞台となった。

## 気候
ミッドランドはステップ気候にあり、暑い夏と温暖で乾燥した冬が特徴である。冬の間に時として寒波に曝されるが、通常はそれほど冷え込むことはない。年間約14.8インチ (376 mm) の雨量があり、主に夏に降る。
| ミッドランドの気候             | ミッドランドの気候 | ミッドランドの気候 | ミッドランドの気候 | ミッドランドの気候 | ミッドランドの気候 | ミッドランドの気候 | ミッドランドの気候 | ミッドランドの気候 | ミッドランドの気候 | ミッドランドの気候 | ミッドランドの気候 | ミッドランドの気候 | ミッドランドの気候 |
| 月                             | 1月                | 2月                | 3月                | 4月                | 5月                | 6月                | 7月                | 8月                | 9月                | 10月               | 11月               | 12月               | 年                 |
| ------------------------------ | ------------------ | ------------------ | ------------------ | ------------------ | ------------------ | ------------------ | ------------------ | ------------------ | ------------------ | ------------------ | ------------------ | ------------------ | ------------------ |
| 最高気温記録 °C （°F）         | 29 (84)            | 32 (90)            | 36 (97)            | 38 (101)           | 42 (108)           | 47 (116)           | 44 (112)           | 42 (107)           | 42 (107)           | 38 (101)           | 32 (90)            | 29 (85)            | 47 (116)           |
| 平均最高気温 °C （°F）         | 13.8 (56.8)        | 17.2 (63.0)        | 21.6 (70.9)        | 26 (78.8)          | 30.4 (86.8)        | 33.7 (92.7)        | 34.6 (94.3)        | 33.8 (92.8)        | 30.1 (86.1)        | 25.2 (77.4)        | 18.8 (65.8)        | 14.7 (58.4)        | 25 (77.0)          |
| 平均最低気温 °C （°F）         | −1.3 (29.6)        | 1.2 (34.1)         | 4.9 (40.8)         | 9.2 (48.6)         | 14.9 (58.8)        | 19.1 (66.4)        | 20.6 (69.1)        | 19.9 (67.9)        | 16.4 (61.6)        | 10.7 (51.3)        | 3.8 (38.8)         | −0.4 (31.2)        | 18.2 (64.8)        |
| 最低気温記録 °C （°F）         | −22 (−8)           | −24 (−11)          | −13 (9)            | −7 (20)            | 1 (34)             | 8 (47)             | 9 (49)             | 11 (52)            | 2 (36)             | −3 (27)            | −12 (10)           | −18 (−1)           | −24 (−11)          |
| 降水量 mm （inch）             | 13.5 (0.53)        | 14.7 (0.58)        | 10.7 (0.42)        | 18.5 (0.73)        | 45.5 (1.79)        | 43.4 (1.71)        | 48 (1.89)          | 45 (1.77)          | 58.7 (2.31)        | 45 (1.77)          | 16.5 (0.65)        | 16.5 (0.65)        | 375.9 (14.80)      |
| 出典：National Weather Service |                    |                    |                    |                    |                    |                    |                    |                    |                    |                    |                    |                    |                    |

## 人口動態
以下は2000年の国勢調査による人口統計データである。
| 基礎データ - 人口: 94,996人 - 世帯数: 35,674世帯 - 家族数: 25,221家族 - 人口密度: 550.6人/km2（1,426.2人/mi2） - 住居数: 39,855軒 - 住居密度: 231.0軒/km2（598.3軒/mi2） 人種別人口構成 - 白人: 75.51% - アフリカン・アメリカン: 8.37% - ネイティブ・アメリカン: 0.63% - アジア人: 1.01% - 太平洋諸島系: 003% - その他の人種: 12.49% - 混血: 1.96% - ヒスパニック・ラテン系: 28.99% 年齢別人口構成 - 18歳未満: 29.9% - 18-24歳: 9.0% - 25-44歳: 28.2% - 45-64歳: 20.6% - 65歳以上: 12.3% - 年齢の中央値: 34歳 - 性比（女性100人あたり男性の人口） - 総人口: 92.2 - 18歳以上: 87.7 | 世帯と家族（対世帯数） - 18歳未満の子供がいる: 37.9% - 結婚・同居している夫婦: 55.4% - 未婚・離婚・死別女性が世帯主: 11.9% - 非家族世帯: 29.3% - 単身世帯: 25.8% - 65歳以上の老人1人暮らし: 9.2% - 平均構成人数 - 世帯: 2.62人 - 家族: 3.19人 収入と家計 - 収入の中央値 - 世帯: 39,320 米ドル - 家族: 48,290米ドル - 性別 - 男性: 37,566米ドル - 女性: 24,794米ドル - 人口1人あたり収入: 52,294米ドル 全国平均：21,587米ドル - 貧困線以下 - 対人口: 12.9% - 対家族数: 10.1% - 18歳未満: 16.4% - 65歳以上: 8.0% |

## 政治

### 市政府
市の発行する包括的年間財政報告書に拠れば、市の予算は歳入5,730万ドル、歳出5,300万ドルとなっており、総資産3億6,340万ドル、総負債1億3,390万ドル、現金と投資額7,500万ドルとなっている。

### 州と連邦政府
テキサス州刑事司法部がミッドランドにある保護観察所リージョンVの本部を運営している。
アメリカ合衆国郵便公社がミッドランド国際空港敷地内にあるミッドランド郵便局本局、クレイデスタ、中心街、グレイブスおよびビレッジの各郵便局を運営している。

## 経済
ミッドランド市の発行する包括的年間財政報告書に拠れば、市内の主要雇用主10傑は以下の通りである。
| 順位 | 雇用主                             | 従業員数 |
| ---- | ---------------------------------- | -------- |
| 1    | ミッドランド独立教育学区           | 2,826    |
| 2    | ウォーレン・イクイップメント社     | 1,920    |
| 3    | ミッドランド記念病院と医療センター | 1,500    |
| 4    | ドーソン・ジオフィジカル           | 1,200    |
| 5    | ミッドランド・カレッジ             | 1,200    |
| 6    | ミッドランド市                     | 962      |
| 7    | パターソン・ドリリングUTI          | 750      |
| 8    | AT&T ワイヤレス                    | 600      |
| 9    | ミッドランド郡                     | 583      |
| 10   | キー・エナジー・サービシーズ       | 500      |

2016年、アメリカ地質調査所は、ミッドランドからラボックにかけて広がるシェール油田が、過去、アメリカ国内で発見された油田の中でも最大規模であることを発表した。

## 治安
- 2019年8月31日、ミッドランド銃乱射事件が発生。死者7人、負傷者多数。犯人はオデッサに向けて逃走中に射殺された[27]。

## 教育

### カレッジと大学
市内にはミッドランド・カレッジがあり、50以上の教科に準学士号と証明書を発行している。毎学期6,000人以上の学生が入学している。健康科学、情報技術および航空学を教えており、プロの操縦士を訓練するプログラムもある。応用技術に学士号を与えることを承認されているコミュニティ・カレッジとしてはテキサス州に3つしかないカレッジの1つである。
ミッドランド・カレッジのキャンパス内にあるテキサス工科大学健康科学センターからは医師助手課程を学ぶことができる。初心者向け課程では27か月間の強化学習と診療訓練で医師助手のマスターを与えられる。
カプラン大学も多くの学科を提供しており、刑事司法、コンピュータ技術および健康科学などを教えている。

### 学校
市内にはミッドランド高校など公立高校が3校ある。すべてミッドランド独立教育学区に属している。カレッジを目指す卒業生は州立大学に入るのが通常である。テキサス工科大学、テキサス大学、テキサス州立大学、およびアビリーン・クリスチャン大学が人気がある。しかし、近年はノースウェスタン大学やイェール大学に進学する者もいる。
ミッドランド・カレッジのキャンパスに新設されたアーリーカレッジ高校は2009年8月24日に新入生を迎えた。この学校の目的は「高校の卒業証を得た者がミッドランド・カレッジから準学士号も得ること」である。
市内にはヒルクレスト学校など私立学校7校がある。その他チャーター・スクールも3校ある。

### 図書館
- ミッドランド郡図書館
- J・エベッツ・ヘイリー記念図書館と歴史会館
- ミッドランド・カレッジ内にあるマレー・L・ファスケン学習資料センター

## インフラ

### 交通
ミッドランド国際空港はミッドランド市、隣接するオデッサ市およびテキサス州西部の広い地域、さらにニューメキシコ州南東部の住人に利用されている。この空港はテキサス州のビッグベンド地域とビッグ・ベンド国立公園への入口と考えられている。市内全体にはミッドランド・オデッサ都市交通地区のためにミッドランド・オデッサ交通管理局が運行する公共のバス便があり、イージー・ライダーとも呼ばれている。

## 著名な出身者と住人
- アーネスト・アンジェロ・ジュニア、元ミッドランド市長、1976年と1980年にはロナルド・レーガンの選挙運動で共同議長を務めた
- キャシー・ベイカー、女優
- レイモンド・ベンソン、ジェームズ・ボンドシリーズの著者
- ムーキー・ブレイロック、NBAバスケットボール選手
- バーバラ・ブッシュ、元ファーストレディ
- バーバラ・ピアース・ブッシュ、元大統領ジョージ・W・ブッシュの娘
- ジョージ・H・W・ブッシュ、元大統領
- ジョージ・W・ブッシュ、元大統領
- ジェブ・ブッシュ、元フロリダ州知事
- ジェンナ・ブッシュ、元大統領ジョージ・W・ブッシュの娘
- ローラ・ブッシュ、元ファーストレディ
- ジム・ホール、レースカー設計者、オーナードライバー
- ウディ・ハレルソン、俳優
- トミー・リー・ジョーンズ、俳優
- ベッシー・ラヴ、女優
- ワフー・マクダニエル、プロレスラー、アメリカンフットボール選手
- ダグラス・マクグラス、映画脚本家、監督
- レインス・ニックス、MLBメジャーリーグベースボール選手、シンシナティ・レッズ
- ジャクソン・ラスボーン、俳優
- マイク・スタントン、MLBメジャーリーグベースボール選手、シンシナティ・レッズ
- マイク・ティムリン、MLBメジャーリーグベースボール選手、ボストン・レッドソックス
- スパッド・ウェブ、NBAバスケットボール選手

## 姉妹都市
ミッドランドは世界の4都市と姉妹都市を結んでいる。
- 中国山東省東営市、中国では2番目に大きな油田勝利油田に近い。
- イギリス、マージーサイド州ワーラル
- ガイアナ、ニューアムステルダム
- メキシコ、チワワ州チワワ